# Eversmanndwerghamster
De eversmanndwerghamster (Allocricetulus eversmanni)  is een zoogdier uit de familie van de Cricetidae. De wetenschappelijke naam van de soort werd voor het eerst geldig gepubliceerd door Brandt in 1859.